# Елеазар (католикос)
Елеазар (арм. Եղիազար, romanized: Ełiazar; умер в 688) — 18-й католикос Кавказской Албанской церкви в 680-х годах.

## Биография

### Церковная деятельность
Елеазар засвидетельствован в «Истории страны Алуанк». Он упоминается как епископ Шеки во время правления своего предшественника Ухтанеса. Мхитар Гош писал, что «он [Елеазар] был избран Богом на это место». Этот автор и Киракос Гандзакеци указывали на пребывание Елеазара в должности в течение шести лет, а датой смерти называли 688 год. Таким образом предполагается, что избрание Елеазара католикосом состоялось в 682 году. Однако Чарльз Доусет возражал против этого, предлагая вместо этого начало 680 года.
Пребывание Елеазара в сане католикоса началось во время правления царя Джеваншира как вассала Омейядского халифата, периода относительной политической стабильности, но также и прихода мусульман на территорию Кавказской Албании. Он был описан Моисеем Каганкатваци как равный апостолам «словом и делом» и принимавшим активное участие в христианизации северокавказских гуннов. После смерти Джеваншира и прихода к власти Вараз-Трдата I Елеазар сыграл важную роль в установлении мира между Алп-Илитвером и Варазом. Он умер в 688 году и ему наследовал Нерсес I Бакур.

### Установление культа святого Елисея
Некоторые армянские исследователи считают Елеазара инициатором легенды о святом Елисее. 